# Nguyễn Việt và Nguyễn Đức
Hai anh em Nguyễn Việt (25 tháng 2 năm 1981 – 6 tháng 10 năm 2007) và Nguyễn Đức (ngày 25 tháng 2 năm 1981) là cặp sinh đôi dính liền sinh đầu tiên ở Việt Nam. Được kỷ lục thế giới ghi nhận và được hỗ trợ bởi các tổ chức như hội chữ thập đỏ và chính quyền Việt Nam, họ đã được phẫu thuật tách rời vào năm 1988. Việt qua đời vào năm 2007.

## Tiểu sử
Việt và Đức sinh vào ngày 25 tháng 2 năm 1981 ở tỉnh Kon Tum, Tây Nguyên, Việt Nam. Việt là anh còn Đức là em. Dòng họ của họ xác nhận họ bị dính với nhau là tác động của chất độc da cam của quân đội Hoa Kỳ sử dụng với lý do diệt cỏ trong Chiến tranh Việt Nam. Mẹ của họ trồng lúa trong vùng đất từng bị chất độc màu da cam sau khi chiến tranh Việt Nam đã kết thúc. Bà còn uống cả nước trong khu vực đó.
Ngày 4 tháng 10 năm 1988, Việt và Đức được phẫu thuật tách ra thành công ở Thành phố Hồ Chí Minh. Ca phẫu thuật do bác sĩ Trần Đông A làm trưởng kíp mổ và được sự giúp đỡ của Hội Chữ thập đỏ Nhật Bản. Sau đó, Việt bị hôn mê.
Sức khỏe của Việt yếu đi dần sau ca phẫu thuật. Tuy được các bác sĩ chăm sóc tận tình, sau 19 năm sống thực vật, anh đã chết vì viêm phổi vào ngày 6 tháng 10 năm 2007 ở tuổi 26.
Hiện nay, Đức làm việc tại một bệnh viện ở Thành phố Hồ Chí Minh. Anh lập gia đình với Nguyễn Thị Thanh Tuyền vào ngày 16 tháng 12 năm 2006. Tháng 10 năm 2009, hai vợ chồng có hai người con sinh đôi khỏe mạnh bình thường với một bé trai và một bé gái.
Đức đặt tên hai đứa con mình là Phú Sĩ và Anh Đào để tri ân sự giúp đỡ của người Nhật.